# Munch’ŏn
Munch’ŏn-shi (문천시; 文川市) ist eine Stadt in der Provinz Kangwŏn-do in Nordkorea. Sie besitzt 122.934 Einwohner (Stand 2008), davon lebten 57.071 in urbanen Regionen. Sie ist eine Industriestadt nördlich von Wŏnsan am Japanischen Meer.

## Klima
Das Klimaklassifizierungssystem von Köppen-Geiger klassifiziert das Klima als feuchtes Kontinentalklima (Dfa).  Die jährliche Durchschnittstemperatur beträgt 10,4 Grad.

## Wirtschaft
Fischerei, Obst und Viehzucht sind die wichtigsten Industriezweige der Region. Getreide ist das wichtigste landwirtschaftliche Produkt. Munch’ŏn verfügt über Reserven an Zink, Gold, Silber, Kalkstein, Dolomit, Granit und Ton. Auch Anthrazit wird produziert. Die Stadt ist ein Zentrum der Stahl- und Farbproduktion.

## Infrastruktur
Munch’ŏn liegt an der Kangwŏn-Linie der Koreanischen Staatsbahn.